# New Orleans Jesters
New Orleans Jesters is een Amerikaanse voetbalclub uit New Orleans, Louisiana. De club werd opgericht in 2003 en speelt in de USL Premier Development League, de Amerikaanse vierde klasse.
Tot 2008 werd de club gesponsord door oliemaatschappij Shell en speelde onder de naam New Orleans Shell Shockers. In het eerste seizoen overklaste de club de rest en werd kampioen. Na deze veelbelovende start werd de club in het tweede seizoen meteen uit zijn euforie gehaald. De DFW Tornados verpletterden hen met 8-0 en ook tegen de El Paso Patriots kregen ze acht tegentreffers om de oren, deze keer scoorden ze zelf wel drie keer. De club eindigde in de lagere middenmoot en kon ook de volgende seizoenen niet meer overtuigen.

## Seizoen per seizoen
| Jaar | Divisie | League  | Regulier Seizoen | Playoffs                | Open Cup            |
| ---- | ------- | ------- | ---------------- | ----------------------- | ------------------- |
| 2003 | 4       | USL PDL | 1ste, Mid South  | Conference Finale       | Niet gekwalificeerd |
| 2004 | 4       | USL PDL | 5de, Mid South   | Niet gekwalificeerd     | Niet gekwalificeerd |
| 2005 | 4       | USL PDL | 6de, Mid South   | Niet gekwalificeerd     | Niet gekwalificeerd |
| 2006 | 4       | USL PDL | 4de, Mid South   | Niet gekwalificeerd     | Niet gekwalificeerd |
| 2007 | 4       | USL PDL | 5de, Mid South   | Niet gekwalificeerd     | Niet gekwalificeerd |
| 2008 | 4       | USL PDL | 7de, Mid South   | Niet gekwalificeerd     | Niet gekwalificeerd |
| 2009 | 4       | USL PDL | 3de, Southeast   | Divisional halve finale | Niet gekwalificeerd |